# Abadia de Senhanca
L'abadia de Senhanca (nom occità; Sénanque en francès) és un edifici religiós cistercenc prop de la localitat de Gòrda al departament de la Valclusa, a la Provença, Occitània (estat francès).

## Història
Neix com a comunitat de monjos cirstercencs l'any 1148, provinents de l'Abadia de Masan al Vivarès, Ardecha, sota el patronatge d'Alfant, bisbe de Cavalhon, i Ramon Berenguer II, Comte de Provença. Consagrada l'any 1178, coneix la seva màxima esplendor del segle viii al segle xiv, arribant a posseir quatre molins, set granges i nombroses terres a la Provença. L'any 1544, amb les guerres de religió, el monestir és devastat.

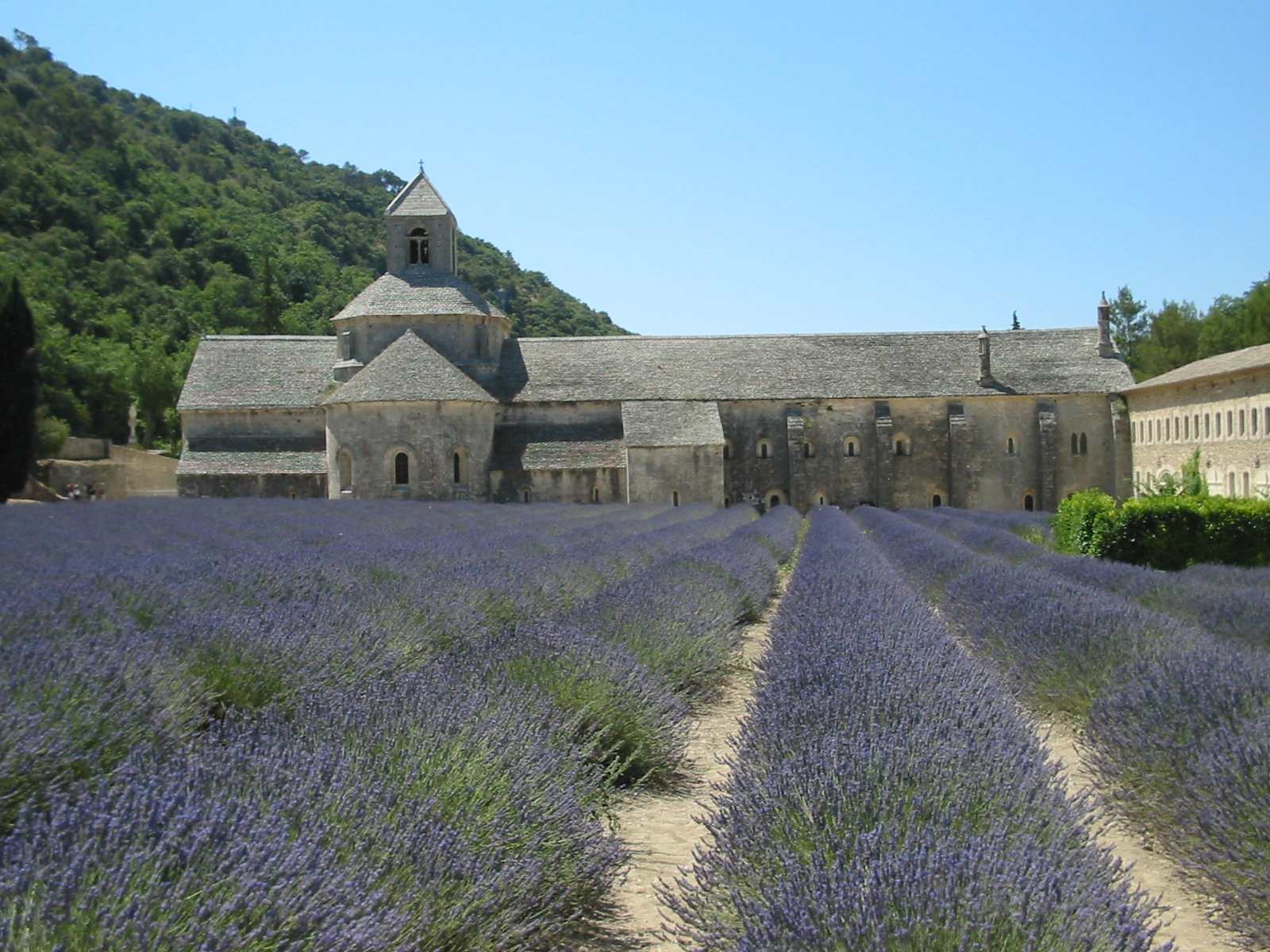
L'abadia envoltada d'espígol

No és fins a l'any 1854 que el lloc fou recomprat per una comunitat nova de monjos cistercencs de la Concepció Immaculada, sota una regla menys estricta que la de l'orde de la Trapa. La comunitat fou expulsada entre 1903 i 1926 i marxava a la seu de l'Orde, l'Abadia de Lerins a l'illa de Sant Onorat, prop de Canes. El 1988, amb el renaixement de les vocacions a la casa mare de l'Abadia de Lerins, s'hi reinsereix una petita comunitat de monjos.

## Arquitectura

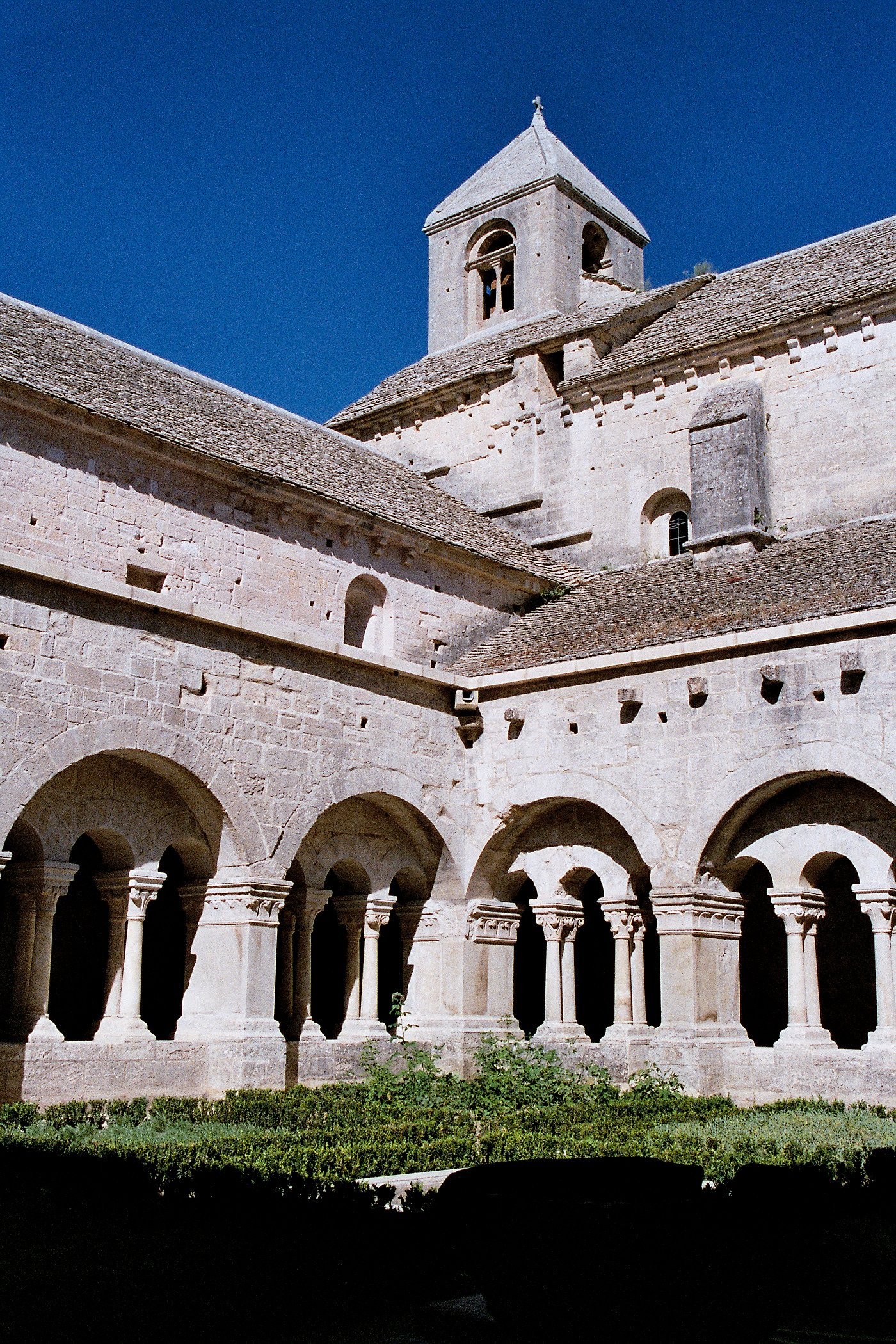
El claustre

L'església construïda en forma de creu de tau amb un absis que projecta més enllà de les parets exteriors de l'abadia, és extremadament austera, com és típic als edificis cistercencs. El claustre és el lloc de pas que comunica les diferents parts del monestir. La sala capitular, gràcies a les sis voltes de creu ogivals, es caracteritza per la finesa de la seva acústica (era l'única estança on era permès parlar), amb l'abat al centre i la Tarasca, figura del dimoni, esculpida al claustre del davant.
Una mica inusualment, el seu extrem oriental litúrgic mira a cap al nord, perquè la vall estreta i aïllada no oferia cap espai per a l'acolliment convencional.